# Qīng hóng
Qīng hóng (no Brasil, Sonhos com Xangai) é um filme de drama chinês de 2005 dirigido e escrito por Wang Xiaoshuai. Estrelado por Gao Yuanyuan, Li Bin, Tang Yang, Wang Xiaoyang e Yao Anlian, venceu o Prêmio do Júri do Festival de Cannes.

## Elenco
- Gao Yuanyuan - Wu Qinghong
- Yao Anlian - Wu Zemin
- Li Bin - Fan Honggen
- Tang Yang - Meifen
- Wang Xueyang - Xiaozhen
- Qin Hao - Lu Jun
- Wang Xiaofen - irmão de Qinghong
- Dai Wenyan - mãe de Xiaozhen
- Lin Yuan - pai de Xiaozhen
- You Fangming - pai de Lu Jun
- Sun Qinchang